# 塔德波爾山
80°31′S 158°41′E / 80.517°S 158.683°E
塔德波爾山（英語：Mount Tadpole）是南極洲的山峰，位於奧次地，處於伯德冰川南岸，海拔高度約1,000米，由美國南極地名諮詢委員會命名，現時由南極條約體系管理。